# Oláh Gábor (rendező)
Oláh Gábor (Tapolca, 1938. augusztus 19.–) filmrendező, író, képzőművész.

## Életpályája
1945–1953 között a Labanc utcai Általános Iskola diákja volt. 1953–1957 között a Toldy Ferenc Gimnáziumban tanult. 1957–1958 között a Tétényi úti kórház műtőse volt. 1958–1962 között a Színház- és Filmművészeti Főiskola hallgatója volt. 1963–1993 között a Mafilm rendezője volt. 1991–1996 között a Most című ifjúsági lap tulajdonosa és főszerkesztője volt. 1998 óta képzőművész.

## Filmjei
- A ház (1963, diplomafilm)
- Miért rosszak a magyar filmek? (1964, asszisztens)
- Álmodozások kora (1965, rendezőasszisztens)
- A tizedes meg a többiek (1965, rendezőasszisztens)
- Szerelmes biciklisták (1965, asszisztens)
- Kíváncsiság (1965)
- Minden kezdet nehéz (1966, asszisztens)
- Aranysárkány (1966, asszisztens)
- Nem szoktam hazudni (1966, asszisztens)
- A múmia közbeszól (1967, BBS film)
- A sor (1968)
- Koránkelők (1970)
- Itt már alkonyatkor este van (1970)
- A kavics (1971)
- Szombat 14 óra 10 perc (1971), dokumentumfilm a Margit híd felrobbantásáról
- Társbérlőnk az ecetfa (1971), dokumentumfilm egy bérház udvarán kinőtt fáról
- Hogy ne legyünk egyedül (1971)
- Tartson velünk a zselici rengetegbe (1972)
- Egymás mellett (1974)
- Utak (1975)
- Aranyásók (1975)
- Egy nap (1975)
- Juhász Ferenc (1976)
- Benjámin László (1976)
- Vas István (1976)
- Lakat (1976)
- A zöld atombomba (1976)
- Nyomozás a zöld házikó után (1977)
- Rejtvénykártyák (1977)
- Bedobás (1979)
- Kincsesbánya (1980)
- Közellenség (1980)
- Varázstoll (1980)
- Radnóti Miklós (1981)
- Szülőföldem (1982)
- A történet hőse (1984-1985, Zoltán és Dani)
- Kórház a város közepén (1986)
- Fehér kócsagok (1989)
- Cikász és a hallópálmák (1990)
- Nagyon szívesen (1993)
- Rizikó (1993)
- A sziget (1994)
- Még (1994)
- Plakát (1996)
- Szerencsés emberek (1997)
- Ernyő (1997)
- Életbevágó (1998)
- Tisztulás (2000)
- Rekonstrukció (2003)
- Afrika közel van (2008, utolsó dokumentumfilm)

## Rádiójátékai
- Telkemen az Erzsébet-híd
- Bohóc a hóesésben
- Mese az ezerarcú öregemberről (1983)

## Hangjátékai
- Sötétkamra (2002)
- Utasok
- Paprikás Marcsa
- Ahogy megcsillan

## Könyvei
- Telkemen az Erzsébet-híd. Dokumentumjáték; Szépirodalmi, Bp., (Kaleidoszkóp), 1979
- Ígéret; Tevan, Békéscsaba, 2003
- Gumikötél. Regény; Noran, Bp., 2006
- Guga. Az ítélet nem jogerős. Regény; Novella, Bp., 2009
- Katóka; Novella, Bp., 2009
- Diagnózis után. A benned lakó mágus; Saxum, Bp., 2011
- Díszbogár; Novella, Bp., 2011
- Ahogy megcsillan. Regény; Novella, Bp., 2012
- Holnap más leszek. Nóra tizenhetedik éve; Ciceró, Bp., 2012
- Hazudtam neked; Gabo, Bp., 2013
- Ne nézz a harmonikásra. Novellák, hangjátékok, egy filmforgatás körülményei; Novella, Bp., 2014
- Hosszú élete titka; Ab Ovo, Bp., 2015
- Az a kő ott a kertben. Regény; Ab Ovo, Bp., 2016
- Valaki hiányzik. Regény; Ab Ovo, Bp., 2017
- 27 méter elszabadulás. Regény; Ab Ovo, Bp., 2018
- Lassú közelítés. Regény; Ab Ovo, Bp., 2019
- Az álomlehallgató. 100 történet, 100 kép; Ab Ovo, Bp., 2020
- Lapos föld egy napja. Regény; Ab Ovo., Bp., 2022

## Díjai, elismerései
- Miskolci Filmfesztivál nagydíja (1972, 1973)
- Rádió- és Televízióújság közönségdíja (1973)
- Magyar Rádiókritikusok díja (1977)
- Magyar Rádió kitüntetése (1981)
- Televíziós Fesztiváldíj (Kőszeg, 1991)
- Balázs Béla-díj (2003)